# Stadtbahn van Essen
De Stadtbahn van Essen is een lightrailnetwerk dat de ruggengraat vormt van het openbaar vervoer in de Duitse stad Essen, maar ook Mühlheim en Gelsenkirchen bereikt. Het is een sneltramnet (Duits: Stadtbahn) die in het stadscentrum grotendeels in tunnels ligt en daarbuiten op maaiveld en daar vooral gebruikmaakt van vrije banen. Tussen 1988 en 1995 werd een deel van de tunnels ook gebruikt door spoorbussen met aan twee kanten deuren, om aan middenperrons te kunnen halteren, in de tunnel als trolleybus met aparte trolleybusbovenleiding omdat uitlaatgassen in de tunnel niet wenselijk waren.

## Geschiedenis
De lijnen hebben een lengte van 27,5 kilometer. Zoals in andere steden in Duitsland, is de Stadtbahn ontstaan uit het lokale tramnet. De eerste tram in Essen ging in 1893 rijden. De hoofdlijn wordt U18 genoemd. Deze lijn ontstond uit tramlijn 8/18 die in 1961 bij de verbouwing van de huidige A40 tot de Ruhrschnellweg in de middenberm kruisingsvrij werd aangelegd tussen de Bismarckplatz in Essen en Mülheim an der Ruhr. Deze lijn werd vanaf 1977 verbouwd tot Stadtbahn met normaalspoor en is men er met sneltrammaterieel gaan rijden. 

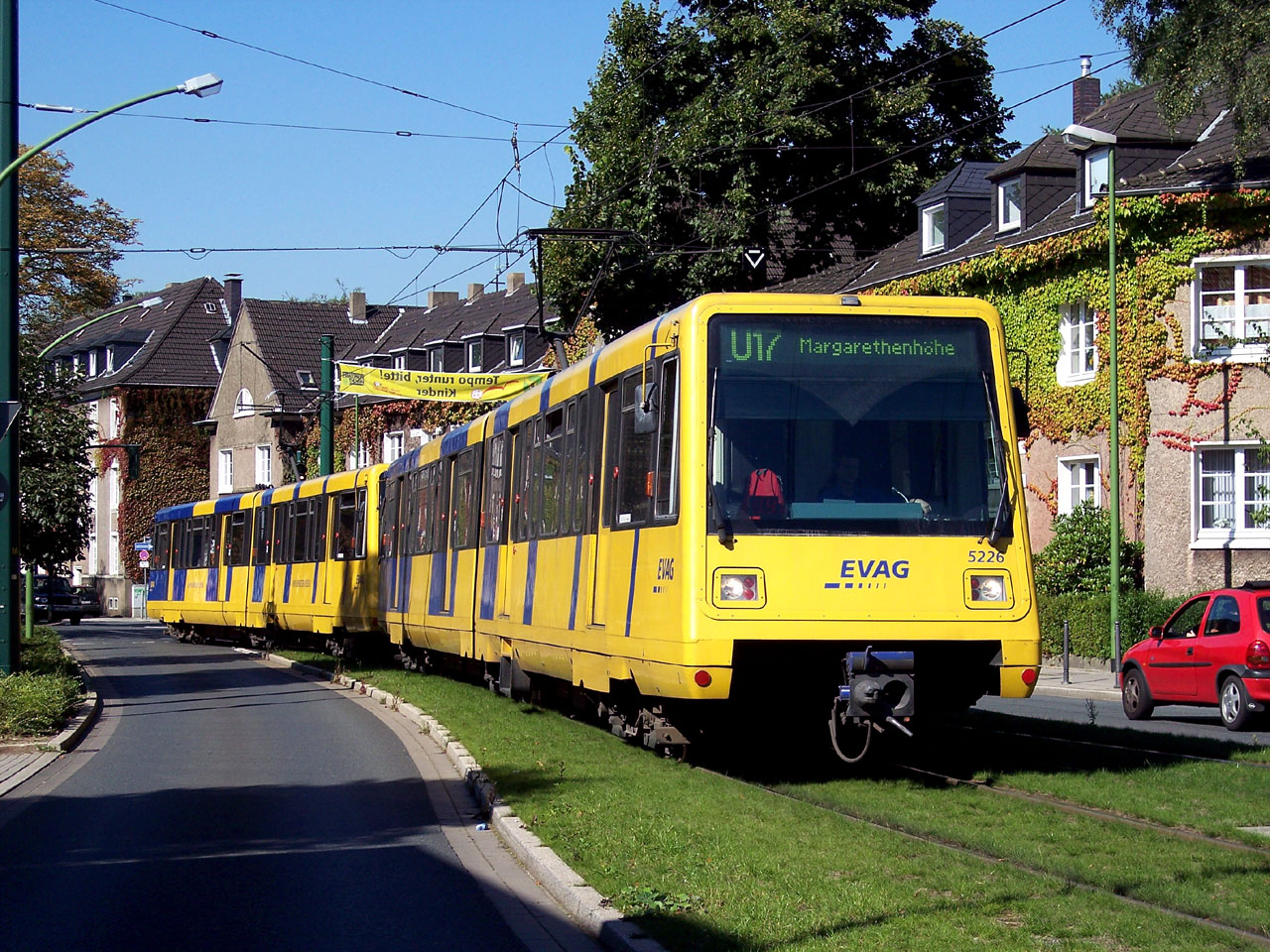
voormalig DLR rijtuigen op U17 in Margarethenhöhe kort na het enkelspoor

De uitloper van U17 naar Margarethenhöhe, een wijk in het zuiden van Essen, loopt bovengronds ter vervanging van een eerdere tramverbinding en heeft in tegenstelling tot de U18 meerdere gelijkvloerse kruisingen, gedeeltelijk straatspoor en is bij het eindpunt Margarethenhöhe deels enkelsporig. In 2002 werden de laatste bovengrondse haltes van de U17 uitgerust met verhoogde perrons.
De aftakkingen U11 en U17 rijden ook op normaalspoor. Dit in tegenstelling tot de tramlijnen, die een driecijferig lijnnummer hebben beginnend met een '1' en rijden op meterspoor. Op de sneltramlijnen rijden de voertuigen van het vervoerbedrijf Ruhrbahn, dat een samenvoeging is van de gemeentelijke vervoerbedrijven van Essen en Mülheim.

## Materieel
In Essen en Mühlheim is het gebruikelijk van elk tramtype de naam van de fabrikant aan te houden. Het overzicht is van medio 2022.

### Huidig
- B80D: In 1976 en 1978 werden door Duewag 24 enkelgelede trams van het type B100S geleverd. De B100S tram zijn alle in de jaren 80 technisch omgebouwd to B80D. Daarnaast zijn er in 1985 zeven nieuwe B80D smeltrams geleverd. Deze zijn alle 31 nog in dienst.
- P86/P89: In 1986 werden door LHB en in 1989 door BREL elf en tien stuks enkelgelede voertuigen aan de DLR geleverd. Deze werden in 1991 en 1996 naar Essen verkocht. Daar in Londen de wagens zonder bestuurder reden moesten er in Essen bestuurderscabines worden ingebouwd. Aangezien één P86 is gebruikt als onderdelenleverancier, zijn er nog 20 van in dienst.

## Galerij

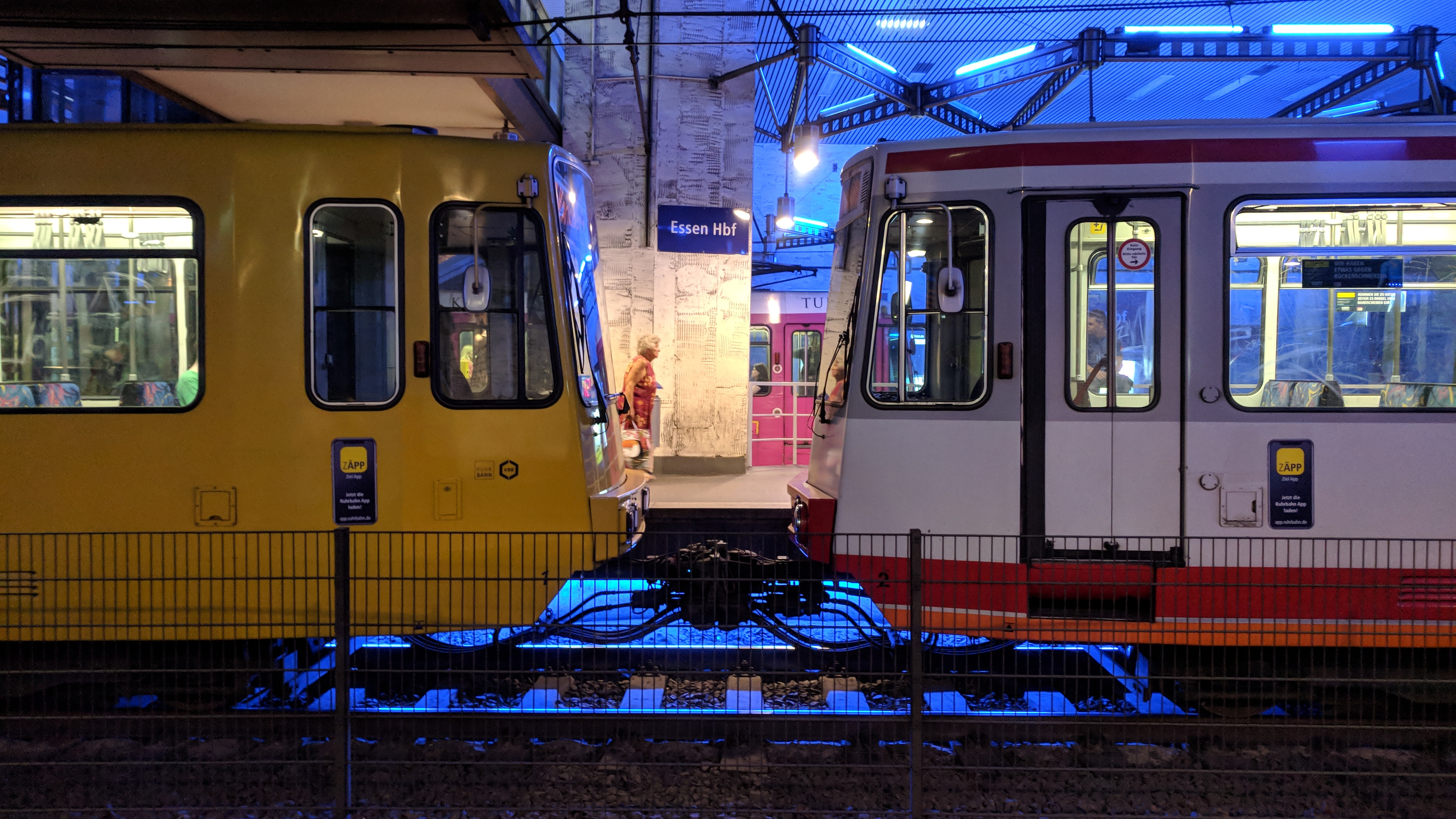
Gekoppelde B80D-wagens
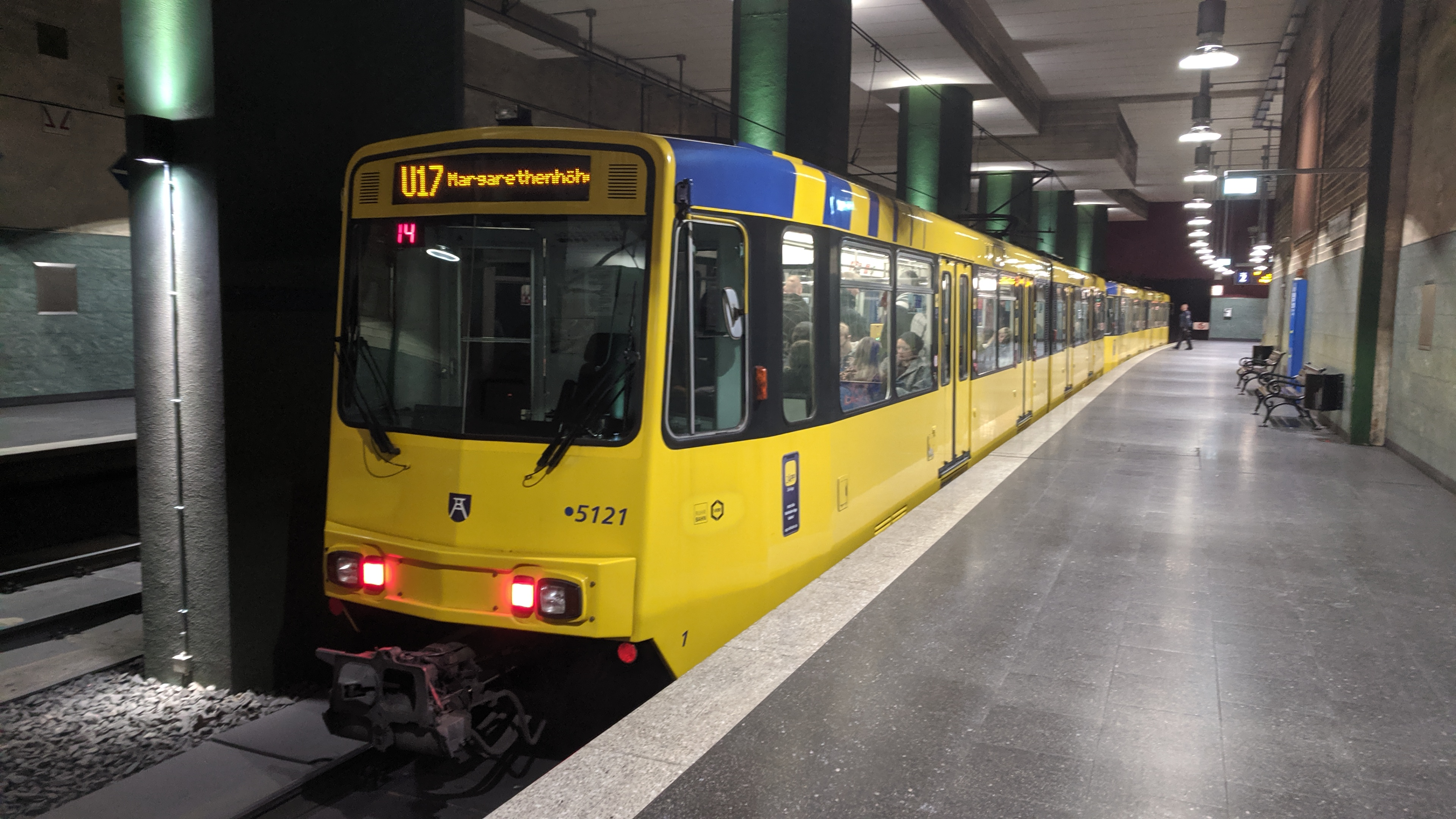
Station Hirschlandplatz
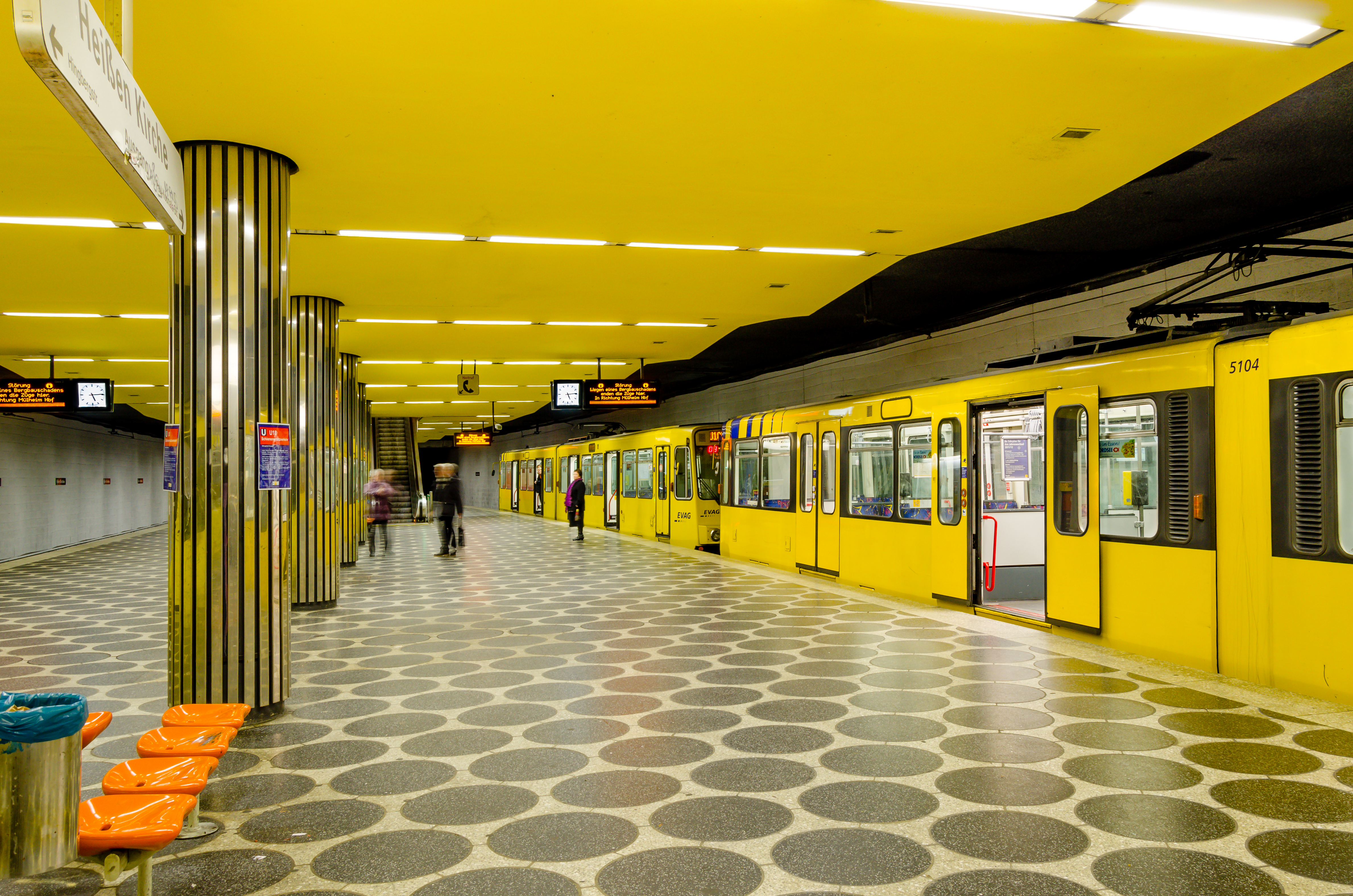
Station Heißen Kirche
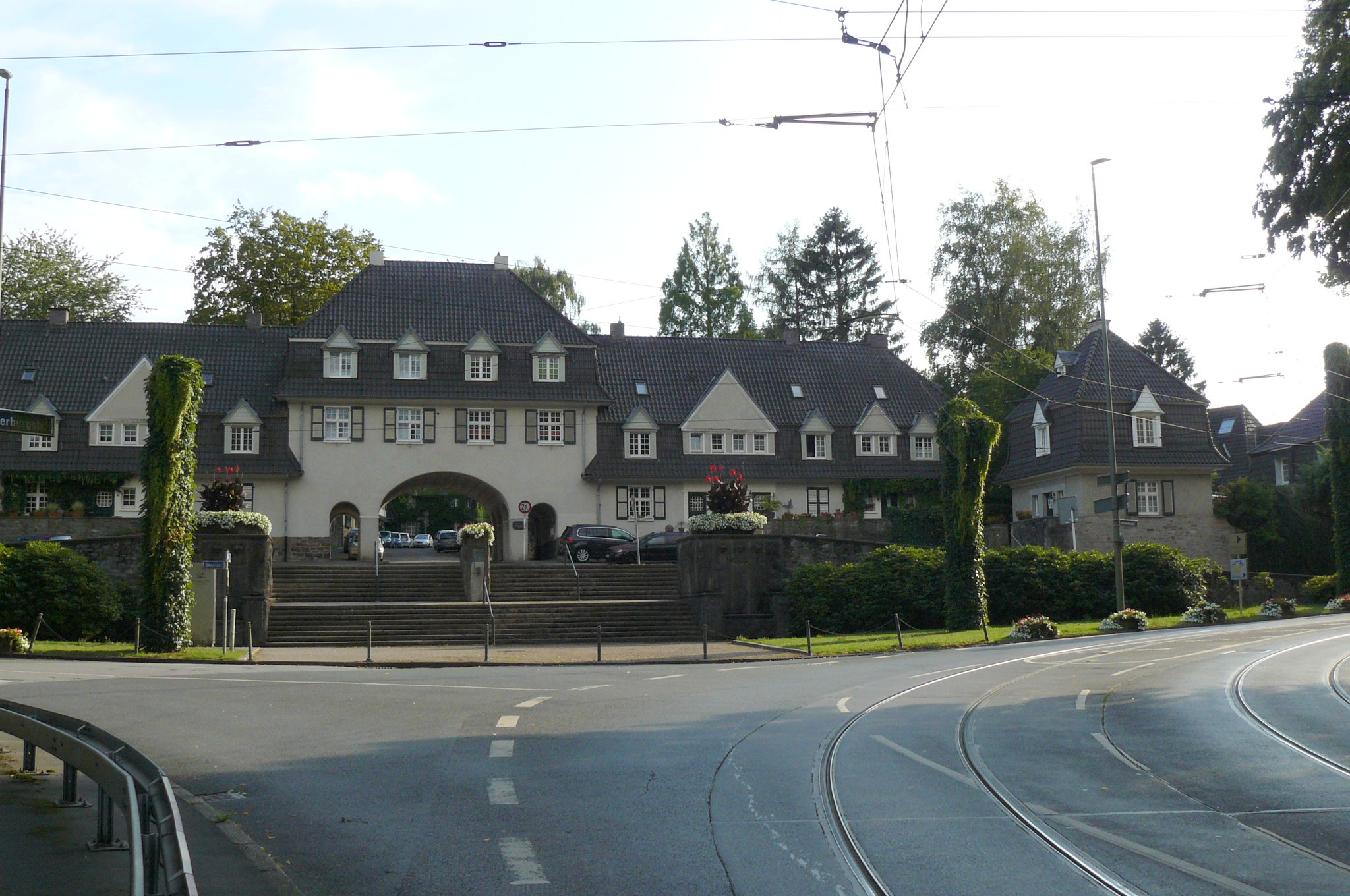
straatspoor U17 in Margarethenhöhe